# Bajdarata
Bajdarata – rzeka, po której biegnie umowna granica Europy i Azji, jednocześnie jej ujście do Morza Karskiego (68°15′) jest najdalej na wschód wysuniętym punktem Europy.